# وريد قولوني لفائفي
الوريد القولوني اللفائفي هو وريد يقوم بتصريف الدم من المعي اللفائفي، والقولون، والأعور.